# 變身娃娃
變身娃娃（日語：バケルくん）又譯作化身君、變身君、化身娃娃、變身娃娃、百變家庭、萬能小可變等，是藤子·F·不二雄的一部漫畫作品。
其故事描寫一個小學生須方（須方カワル）得到一個外星人贈送的一批娃娃，該娃娃可以讓他變身為其他模樣，並擁有該娃娃的特別能力。